# Burgalays
Burgalays ist eine französische Gemeinde mit 122 Einwohnern (Stand 1. Januar 2022) im Département Haute-Garonne in der Region Okzitanien (zuvor Midi-Pyrénées). Die Einwohner werden als Burgalaysiens bezeichnet.

## Geographie
Nachbargemeinden sind: Signac, Cierp-Gaud, Baren, Guran und Bachos.

## Bevölkerungsentwicklung
| Jahr                       | 1962 | 1968 | 1975 | 1982 | 1990 | 1999 | 2005 | 2010 | 2017 | 2019 |
| -------------------------- | ---- | ---- | ---- | ---- | ---- | ---- | ---- | ---- | ---- | ---- |
| Einwohner                  | 124  | 121  | 112  | 97   | 113  | 115  | 124  | 131  | 123  | 120  |
| Quellen: Cassini und INSEE |      |      |      |      |      |      |      |      |      |      |

## Sehenswürdigkeiten

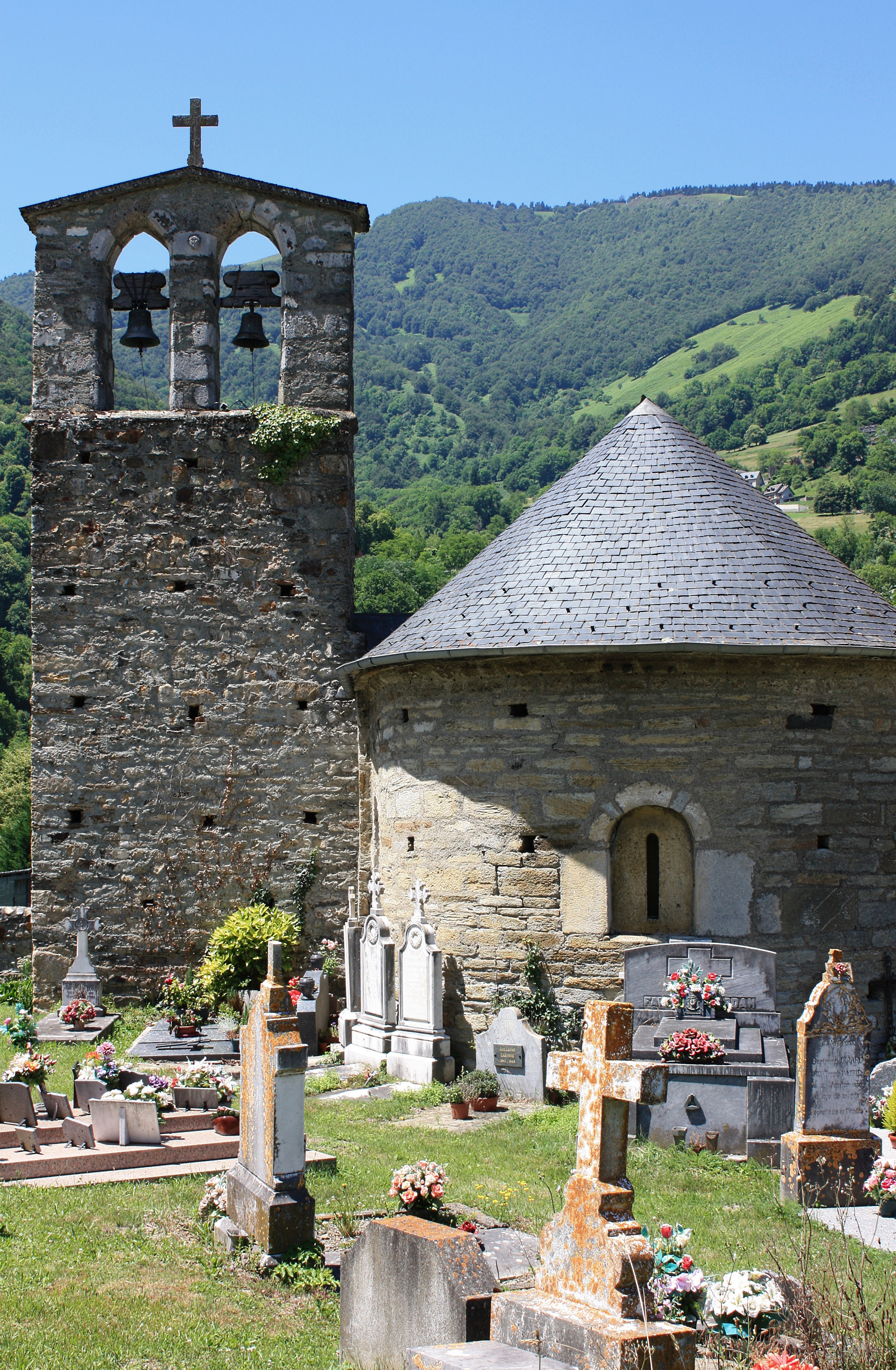
Kapelle St-André

- Kirche Ste-Colombe, erbaut ab dem 12. Jahrhundert
- Kapelle St-André, erbaut ab dem 12. Jahrhundert